# Mapleton (Iowa)
Mapleton è una città degli Stati Uniti d'America, situata nello Stato dell'Iowa, nella contea di Monona.